# 사이카이정
사이카이정(西海町)은 나가사키현 니시소노기반도 북부에 있던 정이며, 니시소노기군에 속했다.
2005년 4월 1일에, 오세토정·세이히정·오시마정·사키토정과 합병해 세이히시가 되어 소멸하였다. 

## 지리
고토나다와 사세보만에 면한 니시히노키 반도 북부를 마을 구역으로 삼았다. 남서쪽은 오세토정, 남동쪽은 니시히노정에 인접해 있으며, 오타와 지구에서 오시마정까지 이어지는 오시마대교가 놓여 있다. 또한 사세보만에 접한 북동부는 사세보시 사세보항으로 연결되는 항로가 있으며, 요코세 지구에는 사세보 해군기지가 있다.
마을 지역은 현무암질의 용암 대지로 이루어져 있다. 해안까지 구릉지가 다가오지만, 니시히노키 반도의 중남부보다 상대적으로 고도가 낮고 기복이 적다. 조엽수림과 삼나무, 편백나무 숲이 펼쳐져 있으며, 마을 주변에는 귤밭을 비롯한 농경지와 축산에 이용되고 있다. 또한 오모다카 지구는 육지와 연결된 섬으로, 사주 위에 마을이 자리 잡고 있다.
주요 산은 시라붕(白岳 : 해발 356m), 고쿠조잔(虚空蔵山 : 해발 307m), 주요 하천은 다이라가와(多良川), 유노키가와(柚木川), 에가와우치가와(江川内川), 이사노우라가와(伊佐野浦川), 마니타카가와(面高川), 고지가와(高地川), 기바가와(木場川)가 있다.

## 역사
북부의 요코세우라는 1562년(에이로쿠 5년)에 히라도항에 이어 해외 무역의 창구로서 개항했지만, 종교적 대립으로 인해 이듬해에 불타버렸다. 이후 무역항은 후쿠다(나가사키시 서부의 후쿠다 지구)로 옮겨져 1570년 오무라 준타다(大村純忠)에 의해 나가사키항이 개항되었다. 요코세는 사적공원으로 정비되어 항구 입구의 야노코지마에는 당시와 같은 하얀 십자가가 복원되어 있다.
- 1889년 4월 1일 - 정촌제 시행에 의해 니시소노기군  오모다카촌, 나나쓰가마촌, 세가와촌이 성립하였다.
- 1955년 4월 1일 - 오모다카촌과 나나쓰가마촌이 합병해, 사이카이촌이 성립하였다.
- 1969년 1월 1일 - 정으로 승격해 사이카이정이 되었다.
- 2005년 4월 1일 - 오세토정·세이히정·오시마정·사키토정과 합병, 시로 승격해 세이히시가 되어 사이카이정은 소멸하였다.